# TVP1
TVP1 è il principale canale televisivo pubblico appartenente a Telewizja Polska, l'emittente televisiva nazionale polacca.
Il canale fu lanciato il 25 ottobre 1952 e fu il primo canale a trasmettere in Polonia. Attualmente trasmette anche nella Lituania meridionale.

## Orari di trasmissione nel corso degli anni
- 1952-1989: 8:00-18:00/22:00-1:00
- 1989-1992: 7:00-10:00/12:00-2:30
- 1992-2002: 6:00-8:00/23:30-3:30
- 2002-2005: 5:30-7:30/2:00-4:00
- 2005-2010: 5:00-6:00/2:00-4:30
- Dal 2010: 24 ore